# فكتور ناغي
فكتور ناغي (بالمجرية: Nagy Viktor)‏ هو لاعب كرة الماء مجري، ولد في 24 يوليو 1984 في بودابست في المجر.

## وصلات خارجية
- فكتور ناغي على موقع الاتحاد الدولي للسباحة (الإنجليزية)
- فكتور ناغي على موقع الاتحاد المجري لكرة الماء (الهنغارية)
- فكتور ناغي على موقع اللجنة الأولمبية الدولية (الإنجليزية)
- فكتور ناغي على موقع أوليمبيديا (الإنجليزية)
- فكتور ناغي على موقع اللجنة الأولمبية المجرية (الهنغارية)